# Hörbich
Hörbich är en ort och kommun i Österrike. Den ligger i distriktet Rohrbach i förbundslandet Oberösterreich, 180 kilometer väster om huvudstaden Wien. 
Kommunen består av nio orter (Ortschaften) (inom parentes invånarantal 1 januari 2024):

- Außerhötzendorf (9)
- Eiglersdorf (14)
- Eilmannsberg (11)
- Hörbich (103)
- Krondorf (104)
- Streinesberg (48)
- Tannberg (42)
- Unternreith (61)
- Wulln (28)